# Jeux asiatiques de 1951
Navigation
Édition suivante
Les 1ers Jeux asiatiques se sont déroulés du 4 au 11 mars 1951 à New Delhi, en Inde. Ils devaient se dérouler en 1950 comme décidé lors de leur attribution en 1949 mais pour des raisons d'organisation, ils ont été retardés à mars 1951. Ils ont rassemblé 489 participants de 11 pays asiatiques dans 7 disciplines.

## Sports et disciplines
Les 489 athlètes se sont affrontés dans 7 disciplines. Tous ces sports avaient déjà été représentés aux Jeux olympiques.
- Athlétisme
- Basket-ball
- Cyclisme
- Football
- Haltérophilie
- Natation
- Plongeon

## Nations participantes
11 pays participants, l'URSS et le Vietnam en sont exclus en raison de leur régime. Le Japon est invité bien qu'il ait été exclu des Jeux olympiques de 1948 et n'ait pas participé au Conseil asiatique de 1949 qui a décidé des Jeux. La Corée ne participe pas en raison de la guerre en cours.
- Afghanistan
- Birmanie
- Ceylan
- Inde
- Indonésie
- Iran
- Japon
- Népal
- Philippines
- Singapour
- Thaïlande

## Délégations présentes
Les Jeux asiatiques 1951 ont vu la participation de 489 athlètes représentant onze délégations. Le Japon et l'Inde, pays organisateur, terminent largement en tête du tableau des médailles en remportant plus des deux tiers des épreuves. L'Afghanistan, le Népal et la Thaïlande repartent sans médaille.
| Rang  | Nation      | Or | Argent | Bronze | Total |
| ----- | ----------- | -- | ------ | ------ | ----- |
| 1     | Japon       | 24 | 21     | 15     | 60    |
| 2     | Inde        | 15 | 16     | 20     | 51    |
| 3     | Iran        | 8  | 6      | 2      | 16    |
| 4     | Singapour   | 5  | 7      | 2      | 14    |
| 5     | Philippines | 5  | 6      | 8      | 19    |
| 6     | Ceylan      | 0  | 1      | 0      | 1     |
| 7     | Indonésie   | 0  | 0      | 5      | 5     |
| 8     | Birmanie    | 0  | 0      | 3      | 3     |
| Total | Total       | 57 | 57     | 55     | 169   |